# Uitgeverij Facet
Uitgeverij Facet NV was een Vlaamse uitgeverij opgericht door Walter Soethoudt en echtgenote Nadine Megan Lusyne, samen met Romanie van Hevel, Petrus Soethoudt, Bram Binneweg en Marc Andries in februari 1986 in Antwerpen.
De dagelijkse leiding was in handen van uitgever Walter Soethoudt en dat bleef zo tot in 2006.

## Geschiedenis
In de loop van de volgende twintig jaren zullen de aandelen van Marc Andries, Romanie van Hevel en Petrus Soethoudt van eigenaar wisselen. Op 31 maart 2000 verwerft Philippe Werck een meerderheidsparticipatie. Vanaf dat moment zijn de aandeelhouders Werck, Binneweg, Lusyne en Soethoudt met deze laatste als afgevaardigde bestuurder en uitgever.
De uitgeverij werd een imprint na de overname door Clavis in 2006.
Rond 2008 werd de naam Facet ook als imprint niet meer gebruikt, het jeugdboekenfonds van Facet werd daarna herdrukt onder de naam Clavis.

## Vlaamse Auteurs
Vlaamse auteurs Jean-Claude van Rijckeghem en Pat van Beirs debuteerden bij Facet, hun belangrijkste werk (tot dan toe) Jonkvrouw verscheen er in 2005. Een andere Vlaamse auteur die zijn eerste pennenvrucht bij Facet zag verschijnen was Luc Descamps met De Dodelijke Pijp (2001). Andere debutanten waren Ron Langenus – die een boek rond Cromwell-Ierland bezorgde en Katrien Vervaele die in 1994 De Ring (1994) schreef. Dan zijn er ook nog de debuterende Ronald Verheyen en het debuut van Mim El Messaoudi.
Een revival van Cor Ria Leeman en de dichteres en theaterauteur Patricia Opsomer die vooral fantasie schreef voor Facet, Marcella Baete die een geslaagde overstap naar het kinder- en jeugdboek maakte.
Roger Vanhoeck bezorgde een indringend boek over misbruik, en Gerda Van Erkel de bekroonde roman voor jong volwassenen "Tussen twee oevers", een stuk Antwerpse geschiedenis..

## Buitenlandse auteurs
Het betreft hier enkel boeken voor de jeugd en de lijst is onvolledig.
- Anthony Horowitz,
- Annemarie van Ewijck,
- Sherryl Jordan,
- Michael Morpurgo,
- Welwyn Wilton Katz,
- Patricia Reilly Giff.
- Margarey Mahy,
- Steven Schnur
- Gudrun Pausewang,